# مارغريت جورج
مارغريت جورج (بالإنجليزية: Margaret George)‏ (19 يناير 1943، تينيسي في الولايات المتحدة)؛ مؤلفة، كاتِبة، مؤرخة وروائية أمريكية.

## روابط خارجية
- مارغريت جورج على موقع IMDb (الإنجليزية)
- مارغريت جورج على موقع قاعدة بيانات الفيلم (الإنجليزية)